# Соколов, Александр Иванович (милиционер)
Александр Иванович Соколов (1913—13 сентября 1972) — сотрудник советских органов охраны правопорядка, начальник УВД по Ленинградской области — ГУВД исполкомов Ленинградского областного и городского Советов, комиссар милиции 2-го ранга.

## Биография
С 1942 года — член ВКП(б). До 1948 года — начальник цеха Ленинградского судостроительного завода. С 1948 по 1950 год — заместитель председателя Исполнительного комитета Октябрьского районного Совета (Ленинград). С 1950 по 1954 год — председатель Исполнительного комитета Октябрьского районного Совета (Ленинград). С 1954 по 1955 год — 1-й секретарь Октябрьского районного комитета КПСС (Ленинград). С 1955 по 1972 год — заместитель председателя Исполнительного комитета Ленинградского городского Совета. С 1962 до 13 сентября 1972 года — начальник Управления охраны общественного порядка — внутренних дел Исполнительного комитета Ленинградского областного Совета.
Похоронен на Богословском кладбище.

### Звания
- Генерал-лейтенант (после 1969 года)
- Комиссар милиции 2-го ранга.

### Награды
- 2 Ордена Ленина;
- Орден Трудового Красного Знамени;
- Орден Красной Звезды;
- Медали.